# Rudergemeinschaft Flörsheim-Rüsselsheim
Die Rudergemeinschaft Flörsheim-Rüsselsheim (RFR) war eine von 1949 bis 1953 bestehende von Rüsselsheimer Ruder-Klub 08 (RRK) und Flörsheimer Ruder-Verein 08 (FRV) gegründete Zweckgemeinschaft zur Abhaltung eines gemeinsamen Trainingsbetriebs für Rennrudern.

## Geschichte
Ausgelöst durch die besonderen Verhältnisse der Kriegszeit kommt es im Jahr 1943 im Jugendbereich zur Bildung einer Renngemeinschaft zwischen Rüsselsheimer Ruder-Klub 08 (RRK) und Flörsheimer Ruderverein 1908 (FRV), um auf Ruderregatten gemeinsam Rennen zu bestreiten.
Diese Renngemeinschaft wird nach Beendigung des Krieges im Jahr 1946 weitergeführt, insbesondere auch deshalb weil das Bootshaus des RRK durch die amerikanische Militärregierung genutzt wird und ein Trainingsbetrieb daher beim RRK nicht möglich ist.
In den Jahren 1947 und 1948 kann diese Renngemeinschaft beim Deutschen Meisterschaftsrudern fünf Meistertitel im Achter (1947, 1948), im Vierer-ohne (1948), im Leichtgewichts-Vierer-mit (1947) und im Leichtgewichts-Vierer-ohne (1948) erringen.
Obwohl das Jahr 1949 für den RRK endlich die Möglichkeit bringt, wieder in Rüsselsheim zu trainieren, und die RRK-Aktiven damit nicht mehr unbedingt auf die Gastfreundschaft des Nachbarvereins in Flörsheim am Main angewiesen sind, wird die bis dahin so erfolgreiche Zusammenarbeit mit dem FRV beibehalten.
Als Nachteil hat sich herausgestellt, dass es für eine Renngemeinschaft nach den Satzungen des Deutschen Ruderverbandes (DRV) nicht möglich ist, gegebenenfalls einen der wertvollen Wander- oder Herausforderungspreise zu gewinnen. Es entsteht daher der Plan, die Aktiven und Funktionäre der beiden Nachbarvereine in einem neu zu gründenden Verein zusammenzufassen, der mit eigenen Statuten Mitglied des DRV werden kann. So kommt es im Februar 1949 zur Gründung der Rudergemeinschaft Flörsheim-Rüsselsheim (RFR). Durch Vertrag vom 11. März 1949 wird zwischen RRK und FRV diese enge sportliche Zusammenarbeit zunächst bis Ende 1952 vereinbart.
Nach der Satzung der RFR, die auch von den beiden Stammvereinen anerkannt wird, stellen RRK und FRV aktive Ruderer, Trainer, Bootsmaterial und einen bestimmten Prozentsatz ihrer Einnahmen der RFR zur Verfügung, die damit Training, Regattenbesuch und Ausrichtung der Regatten bestreitet. Die RFR wählt zu ihrem Präsidenten den geistigen Vater dieses neuen Vereins, Georg von Opel. Die Leitung des Trainings obliegt, wie seit vielen Jahren bereits im RRK, Amateurtrainer Fritz Brumme.
Die Mannschaften der RFR sind in den Jahren 1949 bis 1952 sehr erfolgreich und können viele große Siege erringen, darunter fünf Deutsche Meisterschaften (zwei im Achter, eine im Vierer-ohne, eine im Doppelzweier, dazu eine im Jugend-Doppelzweier), außerdem fünf Deutsche Vizemeisterschaften.
Das Jahr 1951 führt die Mannschaften der RFR beim ersten deutschen Auslandsstart deutscher Ruderer nach dem Krieg nach England. Nach zweiten Plätzen in Marlow im Einer, Doppelzweier sowie Achter, startet der Achter auf der Henley Royal Regatta, dringt im „Thames Challenge Cup“ nach vier Vorlaufsiegen in das Finale vor, wo er auf den Achter der amerikanischen Pennsylvania University trifft, sich jedoch hier geschlagen geben muss.
Aber nicht nur die sportlichen Erfolge sind zu erwähnen, sondern auch die in den Jahren 1949 bis 1951 von der RFR organisierten großen Flörsheimer Pfingstregatten. Sie bringen jedes Jahr mehr als zehntausend Zuschauer an den Main, die durch Ruder-Wettkämpfe (Normal- und Kurzstreckenrennen), Wasserskispringen, Kunstspringen, eine Europameisterschaft der Profiskuller im Einer über 5 km und sogar ein Rudertoto der Staatlichen Sportwetten GmbH angelockt werden. Im August 1952 richtet die RFR in Flörsheim eine große Internationale Regatta mit den Deutschen Meisterschaften der Leichtgewichte aus.
Der zur Diskussion stehende Gemeinschaftsvertrag zwischen dem FRV und dem RRK, der zum 31. Dezember 1952 ausgelaufen ist, wird in abgeänderter Fassung verlängert. Damit bleibt der Ruderbetrieb für 1953 noch einmal der RFR überlassen.
Da 1953 zunächst Erfolge im Achter und Vierer ausbleiben, stellt sich die Frage, Vierer und Achter umzubesetzen, um mit dem Achter zum Erfolg in der Spitzenklasse zu kommen. Doch Meinungsunterschiede in den beiden Stammvereinen verhindern das. Dann steht das Deutsche Meisterschaftsrudern auf dem Programm. In der RFR gibt es noch einmal den Versuch, aus Vierer und Achter einen Achter mit Titelchancen zu „basteln“, doch eine Einigung kommt nicht zustande. So starten beim Meisterschaftsrudern in Mannheim Anfang August zwei Achter der RFR, einer aus Rüsselsheim und einer aus Flörsheim. Beide Achter können sich nicht für das Finale qualifizieren.
Getrenntes Trainieren und Starten von Mannschaften in der Regattasaison 1953 erweisen sich als der Beginn des Auseinanderlebens der RFR. Zunehmende Uneinigkeiten führen schließlich dazu, dass in einer Sitzung der RFR am 26. August 1953 im RRK-Bootshaus beschlossen wird, die RFR zum 15. September 1953 aufzulösen.

## Erfolge
- Deutscher Meister: Achter (1949, 1951), Vierer-ohne (1949), Doppelzweier (1951)

## Bekannte Sportler und Trainer
- Fritz Brumme (Erfolgreicher Amateurtrainer, 10 Deutsche Meisterschaften mit dem RRK und der RFR)
- Georg von Opel (Siebenfacher Deutscher Meister im Einer, Vierer-ohne und Achter mit dem RRK und der RFR)
- Georg Boller (Sechsfacher Deutscher Meister im Vierer-ohne und Achter mit dem RRK und der RFR)
- Adam Munk (Sechsfacher Deutscher Meister im Vierer-ohne und Achter mit dem FRV und der RFR)
- Erich Kohl (Fünffacher Deutscher Meister im Vierer-ohne und Achter mit dem FRV und der RFR)
- Hanswalter Messer (Fünffacher Deutscher Meister im Leichtgew.-Vierer-mit und -ohne sowie Achter mit dem FRV und der RFR)
- Karl Bauer (Vierfacher Deutscher Meister im Achter mit dem FRV und der RFR)
- Georg Schneider (Vierfacher Deutscher Meister im Achter mit dem FRV und der RFR)
- Wilfried Seipp (Vierfacher Deutscher Meister im Achter mit dem RRK und der RFR)
- Rolf Bopp (Deutscher Meister im Achter mit der RFR)
- René Kuhn (Deutscher Meister im Achter mit der RFR)
- Willy Neuburger (Deutscher Meister im Doppelzweier mit der RFR)
- Willi Wenz (Deutscher Meister im Achter mit der RFR)
- Helmut Schwinn (Deutscher Meister im Achter mit der RFR)